# Castillo de Dos Aguas
Los restos del castillo de Dos Aguas o torre de Vilaragut es un monumento catalogado como bien de interés cultural, según figura en la ficha de Bien de Interés Cultural de la Dirección General de Patrimonio Cultural de la Consejería de Turismo, Cultura y Deportes de la Generalidad Valenciana, con anotación ministerial número R-I-51-0010803 y fecha de anotación 17 de junio de 2002.
Se encuentra en el centro de la población de Dos Aguas, en la comarca de la Hoya de Buñol.

## Descripción histórico-artística
Del castillo, popularmente llamado Castillo de los Moros, actualmente solo queda la torre con un pequeño trozo de muralla almenado y alguna estructura anexa. La torre es de planta cuadrada de superficie 19 por 19 metros y el material constructivo empleado fue la mampostería de tapial. La torre, que también llaman de Vilaragut data del siglo XII y toma su nombre de uno de los titulares del señorío, quien tuvo su propiedad a finales del siglo XIV.
El castillo de Dos Aguas fue donado, por Jaime I de Aragón, el 18 de marzo de 1256, en Tarazona, a Ato de Foces, así como las villas y castillos de Madrona y Millares. Más tarde fue pasando de mano en mano, de Francisco Scribe a Raimundo Castellano y más tarde a Antonio Vilaragut y a la familia Roiç de Corella. En 1496 acaba en poder de Giner Rabasa de Perellós. Más tarde, en 1699, la baronía de Dos Aguas se constituiría en marquesado. En la zona hubo revueltas a la expulsión de los moriscos lo cual dejó el término con apenas 12 casas habitadas por cristianos. A partir de este momento se produjo un aumento de la población.